# David II. od Iberije
David II., gruz. დავით II, (umro 937.), bio je član dinastije Bagrationi u Tao-Klardžeti, te naslovni kralj Iberije/Kartlije od 923. godine do svoje smrti.
Najstarijem sinu i krajnjem sljedniku Adarnaza IV., Davidu II., vlast je bila ograničena samo na vojvodstvo Queli-Džavahetija, a Donji Tao, kao središnja zemlja Unutrašnje Iberije bila je pod vlasti Abhazije. Unatoč svom kraljevskom naslovu i za razliku od svog oca, David II. nije nosio tradicionalni bizantski visoki naslov kuropalat, koji je car podario Davidovu mlađem bratu Ašotu II. Kao rezultat toga, Davidov utjecaj i ugled su u sjeni njegovog mlađeg brata. O tome svjedoči i djelo Konstantina VII. Porfirogeneta "O upravljanju carstvom". David je imao samo nalov Magister officiorum, koju je dijelio sa svojim rođakom Gurgenom II. od Taoa. Oba, David II. i Gurgen II. se odlučno protive bizantskom preuzimanju bagratidskog grada Artanuji, vlastelinstvo Gurgenovog očuha Ašota Hitrog. Tijekom spora, David je čak i uhitio bizantskog opunomoćenika patricija Konstanta, koji je poslan napraviti Gurkena magisterom, te Davidovom bratu Ašotu dati posjed kao kuropalatu       .
David je umro bez djece, a naslijedio ga je njegov brat Sumbat I.